# Leptotyphlops albifrons
Leptotyphlops albifrons är en orm som beskrevs av  Johann Georg Wagler 1824. Leptotyphlops albifrons ingår i släktet Leptotyphlops och familjen Leptotyphlopidae. Inga underarter finns listade i Catalogue of Life.